# Mohammad Mahabat Khanji III
Mohammad Mahabat Khanji III, född 2 augusti 1900 i Junagadh, Indien, död 7 november 1959 i Karachi, Pakistan, var Nawab Sahib av Junagadh från 1911, då han efterträdde sin far Mohammad Rasul Khanji Mahabat Khanji till 1948